# トナリノサティ
トナリノサティは、男女二人による日本のネオ渋谷系音楽ユニット。2018年結成。メンバーチェンジを経て、2024年より現体制での活動を開始。

## メンバー
- titi（てぃてぃ）- ボーカル
  - 2024年加入。同年、同名義によるソロ活動も開始している。
  - 国立音楽大学演奏学科コントラバス専攻卒業[3]。
- あらゐ（荒井 亮介／あらい りょうすけ）- フルート、ピアノ
  - 結成メンバー。『Mrs.Doughnut』以降は「あらゐ」名義を用いている。
  - 全曲の作曲、編曲および楽曲により作詞も行っている。
  - 国立音楽大学演奏学科フルート専攻卒業及び作曲応用コース修了。中学校・高等学校の音楽教員免許を所持[4]。
  - フルーティストとして自身の演奏活動のほか、婦人俱楽部をはじめ他アーティストの作品、CM音楽などにもフルート演奏で参加[5]。

### 元メンバー
- 嘴音 杏（しおん あん）
  - 結成メンバー。在籍時はボーカル、作詞を主に担当。
  - 2024年4月脱退。脱退後は「Anshelly」名義によるソロ活動を開始[6]。

## 来歴

### 2018年
- 2月、結成
- 6月、ゼクシィ協賛のウエディングフェスティバル「Tokyo Wedding Showcase」に出演し、代々木公園イベント広場にて、初ライブを開催[7]。
- 8月、初のEP『空想集Ⅰ』を製作。レコ初イベント「おいでよ、空想の森」を、下北沢モナレコードにて開催[8]。

### 2020年
- 2月、2018年に制作したEP『空想集Ⅰ』を配信リリース。
- 3月、同EPの収録曲『アドニスモルフォの庭』が「iTunes Store・J-Pop トップソング・フランス」 1位を獲得[9]。
- 7月、東京都生活文化局文化振興部による「アートにエールを！東京プロジェクト」[10]にオリジナル楽曲で参画。

### 2021年
- 8月、1stデジタルシングル『ロマンスビート』を配信リリース。ノンプロモーションながら、Spotify公式プレイリスト「キラキラポップ：ジャパン」にリストイン。

### 2022年
- 2月、2ndデジタルシングル『イン・マイ・ヘッド』を配信リリース。

　2ndEP『空想集Ⅱ』の制作に向けたクラウドファンディングを開始し、約1か月で達成となった。
- 7月、『空想集Ⅱ』の配信リリースに先駆け、収録曲の『夜明けのワルツ』『ソーダポップ』を先行配信。『ソーダポップ』は、Spotify公式「City Pop: シティ・ポップの今」「Women'sVoice」など各種サブスクリプションサービスの大型プレイリストにリストイン[12]。
- 7月18日、inter FM ”sensor”に、avex運営「BIGUP!」レコメンド アーティストとして出演[13][14]。

### 2024年
- 5月、ボーカルの脱退・加入を経ての新体制による楽曲『Mrs.Doughnut』のリリースを発表。

### 2025年
- 3月、2次元と3次元の両軸で活動するマルチアーティスト「長瀬有花」と初となるコラボシングル『進化論』をリリース[15]。

## ディスコグラフィ

### EP
| # | 発売日        | タイトル | 販売形式               | 収録曲                                                                      | 備考                           |
| 1 | 2020年2月5日  | 空想集Ⅰ  | デジタル・ダウンロード | 1. アドニスモルフォの庭 2. 事務のペディの空想 3. 月が綺麗ですね             | CDは通信販売限定               |
| 2 | 2022年7月27日 | 空想集Ⅱ  | デジタル・ダウンロード | 1. ソーダポップ 2. 夜明けのワルツ 3. アランの冒険記 4. チョコレートラバーズ | CDはクラウドファンディング限定 |

### デジタルシングル
| 発売日        | タイトル                          | 販売形式               |
| 2021年8月25日 | ロマンスビート                    | デジタル・ダウンロード |
| 2022年2月2日  | イン・マイ・ヘッド                | デジタル・ダウンロード |
| 2023年5月24日 | 4:00A.M.（Cover）                 | デジタル・ダウンロード |
| 2023年6月28日 | Je Te Veux                        | デジタル・ダウンロード |
| 2024年5月15日 | Mrs.Doughnut                      | デジタル・ダウンロード |
| 2024年6月12日 | 海底トレイン                      | デジタル・ダウンロード |
| 2024年9月25日 | 秘密の晩餐                        | デジタル・ダウンロード |
| 2025年3月5日  | 進化論（トナリノサティ×長瀬有花） | デジタル・ダウンロード |
| 2025年5月7日  | Insomnia Dancer                   | デジタル・ダウンロード |